# ポルノグラフィティのインディーズ作品
このページでは日本のバンド・ポルノグラフィティがインディーズ時代からメジャーデビュー前にかけて製作したポルノグラフィティのインディーズ作品について記述する。
また、カセットテープ・CDに収録されている曲についても簡潔に触れる。

## 解説
- 制作は1995年から1999年頃に行われていて、作品としてはカセットテープ4本、CD1枚の計5作品しか存在していないが、公開や音源化されていない楽曲も数多く存在する。
- デビュー前のメンバーのアーティストネームは、現在と同じく新藤晴一と岡野昭仁はそのままで、白玉雅己のみ表記が異なり「玉」であった（デビュー後は「シラタマ」を経て、「Tama」になる）。
- 「アポロ（広島弁Ver.）」がインディーズ作品として出回っていたことがある。
- 「プライベート・マンディー」が「ジレンマ」のタイトル違いとして出回っていることがある。
- 以前ラジオで弾き語りカバーされた、スガシカオの曲「Happy Birthday」が、ポルノグラフィティのインディーズの曲だと勘違いされがちである。

## カセットテープ
カセットテープは全てメンバー4人の自主制作作品で、直接手渡する、販売するなどでライヴ会場で配布していた。

### porno graffitti
- 1996年2月頃配布

1. POW… （作詞：- 作曲：-）
フェードインから始まる。「…POW」と対になる曲。
2. Jazz up （作詞：新藤晴一 作曲：玉）
3. Don't Bite My Legs （作詞：新藤晴一 作曲：玉）
「第7回ニューBSヤングバトル LIVE IN NHKホール」（1996年11月23日）で演奏された際、昭仁は男性審査員に「遅かれ早かれ出てくる」という評価をされた。
4. 左に下る坂道 （作詞：岡野昭仁 作曲：玉）
5. Cry On The River （作詞/作曲：新藤晴一）
6. M・O・O・D （作詞：新藤晴一 作曲：玉）
7. ジレンマ（作詞/作曲：Porno Graffitti）
8. …POW （作詞：- 作曲：-）
フェードアウトで終わる。「POW…」と対になる曲。

### Winter's man / GATE
- 1996年7月20日ワンマンライブ「Beerと裸」（心斎橋ミューズホール）にて配布

1. Winter's man （作詞：岡野昭仁 作曲：玉）
前奏の笛はライブでは晴一が演奏していた。
2. GATE （作詞：岡野昭仁 作曲：玉）

### 優
- 1996年12月25日CDアルバム発売記念ライブイベント（江坂ブーミンホール）にて配布

1. 優 （作詞：新藤晴一 作曲：玉）
ポルノグラフィティには珍しいクリスマスソング。

### Dessin
- 1997年4月27日ワンマンライブ（心斎橋クラブクアトロ）にて配布

1. Dessin （作詞：新藤晴一 作曲：玉）
ボーカルの昭仁のインディーズ当時の恋人との別れをそのまま描写したもの。
大サビの部分は昭仁が作詞した(「セロリが嫌い」というフレーズが入っていて、その部分の詞は晴一曰く「人でなし」)。[注 1]

## CD
コンピレーション・アルバム
| 1996年10月27日 | ポルノグラフィティvsリンカーン | CD | 共同制作 |

スプリットシングル
| 1999年12月10日 | ポルノグラフィティvsリンカーン | 12cmCD(再発盤) | 自主制作 |

## その他のインディーズ作品

### 大阪時代
- 「ローバ」
- 「Naked Child」
- 「LION」
- 「ランドール」

### デビュー準備期間
1998年以降に制作されたもの。1997年には現在の所属事務所であるアミューズとレコード会社であるソニーミュージックと契約しているため、インディーズ時代というよりは、厳密には”デビュー準備期間"に制作されたものである(太字は準備時期に制作されたもの。『』内はデビュー後にリメイクされたもの)。
- 「愛の激情」
- 「メランコリック・グライダー」
- 「パラシュート」
- 「Crazy about you」→「Tokio Graffitti」→『リビドー』
- 「マイナスの感情」
- 「Winter's man」→「Sunny Days」

## リメイク・リリース作品
前述の通り、インディーズ時代に制作された楽曲の中には、メジャーデビュー後にリメイクしてリリースした作品が存在する。曲調や歌詞が変わっているものが大半である(『』内はデビュー後にリリースされた作品)。多くはアルバムに収録されたが、中にはシングルの表題曲やデビューシングルの候補であったものも存在する。
- 『ロマンチスト・エゴイスト』
- 『ヒトリノ夜』
  - メジャー時にも『FANCLUB UNDERWORLD 5』にて演奏された。[1]
- 「プライベート・マンディー」→『ラビュー・ラビュー』
- 「パノラマ・ラヴ」→『キミへのドライブ』
- 『ジレンマ』
- 「Crazy About You」→「Tokio graffiti」→『リビドー』
- 「Dessin」→『デッサン#1』
- 『Jazz up』
- 「LION」→『ライオン』
- 『PRIME』
- 「小さな鉢のサボテン」→「サボテン'99」→『サボテン』→『サボテン Sonority』(別アレンジ)